# NGC 5190
NGC 5190 је спирална галаксија у сазвежђу Береникина коса која се налази на NGC листи објеката дубоког неба.
Деклинација објекта је + 18° 8' 4" а ректасцензија 13h 30m 38,4s. Привидна величина (магнитуда) објекта NGC 5190 износи 13,0 а фотографска магнитуда 13,8. NGC 5190 је још познат и под ознакама UGC 8500, MCG 3-34-43, CGCG 101-60, CGCG 102-1, IRAS 13282+1823, PGC 47482.